# Potentilla astragalifolia
Potentilla astragalifolia är en rosväxtart som beskrevs av Aleksandr Andrejevitj Bunge. Potentilla astragalifolia ingår i Fingerörtssläktet som ingår i familjen rosväxter. Utöver nominatformen finns också underarten P. a. latisecta.